# Власна частота

Незатухаюча система пружина – маса має власну частоту коливань

Вла́сна частота́ —  це швидкість, з якою коливальна система має тенденцію коливатися синусоїдально з однаковою частотою за відсутності збурень. Базовий приклад стосується простих  гармонійних осциляторів, таких як ідеалізована пружина без втрати енергії, де система демонструє коливання постійної амплітуди з постійною частотою. Явище резонансу виникає, коли вимушена вібрація відповідає власній частоті системи.
Концепція власних частот також застосовна у хвильовій теорії, оптиці та квантовій механіці.
Велика кількість фізичних систем поводять себе як гармонічні осцилятори у разі незначного відхилення від рівноваги. До них належать математичний маятник (з малими кутами відхилення), фізичний та торсіонний маятники, вантаж на пружині, коливання атомів у молекулах і твердих тілах . Серед прикладів, варто вирізняти електричні коливальні контури, оскільки з ними ми стикаємося у сучасному житті повсякчас — це майже всі електротехнічні прилади, з якими ми знайомі ледь не від народження (наприклад електронні системи, комп'ютери, акустичні системи, квантові системи) .

## Класичний осцилятор
Гармонічний осцилятор — система (у класичній механіці), яка у разі зміщення зі стану рівноваги під дією певної сили, повертається до попереднього стану під дією зворотної сили, пропорційної зміщенню (наприклад, за законом Гука у випадку з механічними коливаннями):
{\displaystyle F=-kx\,},
де {\displaystyle k} — додатна константа, що описує жорсткість системи.
Якщо {\displaystyle ~F} — єдина сила, що діє на систему, то систему називають простим гармонійним осцилятором. Вільними коливаннями такої системи, є періодичний рух навколо стану рівноваги (гармонійні коливання). Частота не залежить від амплітуди, є характеристикою системи та називається власною. Еволюція гармонічного осцилятора з часом описується диференціальним рівнянням:
{\displaystyle {\ddot {x}}(t)+\omega ^{2}x(t)=0},
де {\displaystyle x} — узагальнена координата гармонічного осцилятора, {\displaystyle t} — час, {\displaystyle \omega } — власна частота гармонічного осцилятора. Дві крапки над змінною означають другу похідну за часом. Величина {\displaystyle x} здійснює гармонічні коливання.
Задача про гармонічний осцилятор має центральне значення як у класичній, так і у квантовій фізиці.

Гармонічний звукоряд — це послідовність всіх кратних до базової частоти. Гармонічний звукоряд струни, зі зменшенням довжини хвилі в n разів, відповідно збільшується частота.

## Натуральний звукоряд
При збудженні струни, наприклад ударом або щипком, вона починає здійснювати коливальні рухи, при яких всі її ділянки зміщуються в поперечному напрямку. Всі коливальні рухи є періодичними, тобто точно повторюються  з часом. Один період є найменшою одиницею повторення функції та повністю описує функцію. Функцію періодичної форми  можна показати знайшовши деякий період T для якого таке рівняння істинне:
{\displaystyle x(t)=x(t+T)}.
Це означає, що для часу кратного деякому періоду T значення сигналу завжди однакове. Найменше можливе значення T для якого це так називається фундаментальним періодом і фундаментальною частотою {\displaystyle \omega _{1}}є:
{\displaystyle \omega _{1}={\frac {1}{T}}\times 0.5}.
Будь-яке коливання струни можна представити у вигляді суми її гармонічних власних коливань, частоти яких {\displaystyle \omega _{n}} залежать від довжини струни l, площі перетину S, натягу Q  та густини матеріалу ρ наступним чином:
{\displaystyle \omega _{n}={\frac {n}{2l}}{\sqrt {\frac {Q}{\rho S}}}},
де n — ціле число, що відповідає номеру гармоніки.
В результаті утворюється натуральний звукоряд, що складається з основного тону (n=1) та гармонічних обертонів (n>1). Основна частота утворюється коливанням струни музичного інструмнта у повному об'ємі, тоді як обертони утворюються коливанням струни частинами та відповідають частотам, які утворюють з основною частотою кратні відношення 
. Відповідно інтенсивність звукового сигналу  {\displaystyle I(t)} задається суперпозицією всіх власних частот:
{\displaystyle I(t)=\sum _{n}A_{n}e^{-i\omega _{n}t}}.
Обчислення ряду Фур'є від інтенсивності звукового сигналу  {\displaystyle I(t)} дає амплітуди {\displaystyle A_{n}} всіх гармонік, які разом передають звучання музичного інструменту.
Отже, повна механічна енергія середовища, у якому існують стоячі хвилі, може бути представлена як сума енергій гармонічних осциляторів. Такий підхід  використав М. Планк при обґрунтуванні  гармонічного осцилятора в квантовій механіці в 1900 році.

## Гармонічний осцилятор у квантовій механіці
У квантовій механіці, стан {\displaystyle \ |\psi \rangle } системи описується її хвильовою функцією {\displaystyle \ \psi (x,t)}, що є розв’язком рівняння Шредінгера. Квадрат абсолютного значення {\displaystyle \ \psi }, тобто:
{\displaystyle \ P(x,t)=|\psi (x,t)|^{2}},
це щільність ймовірності знаходження частинки в позиції x у момент часу t.
Зазвичай, коли хвильова функція пов’язана з якимось потенціалом, розкладається на суперпозицію хвильових функцій {\displaystyle \ \psi (x,t)}, кожна з яких коливається з власною частотою {\displaystyle \omega _{n}=E_{n}/\hbar }. Тому суперпозицію можна виразити:
{\displaystyle |\psi (t)\rangle =\sum _{n}|n\rangle \left\langle n|\psi (t=0)\right\rangle e^{-i\omega _{n}t}}.
Власні частоти {\displaystyle \omega _{n}} мають фізичне значення за межами ортонормального базису. Коли вимірюється енергія системи, суперпозиція згортається в одну зі своїх власних хвильових функцій, що відповідає виміряній енергії. Прикладом квантового осцилятора може бути коливний рух атомів і молекул у вузлах кристалічної ґратки.